# Höga kusten og Kvarken
Höga kusten og Kvarkens skærgård er et UNESCO Verdensarvsområde i Sverige og Finland.
Höga kusten (dansk: Høje kyst) er et kyst- og havområde i Västernorrlands län (Kramfors kommun  og Örnsköldsviks kommun) i Sverige og fra 2006 også i Österbotten på vestkysten af Finland. Höga kusten blev verdensarvområde i år 2000 og omfattede 1.425 km² beskyttet område. I Området ligger også Skuleskogen Nationalpark.
Siden den sidste istid har en samlet landhævning på 800 meter skabt et særpræget landskab med blandt andet høje klipper. Området skal have været beboet i mindst 7.000 år. Finlandskysten er ikke så høj, men har store flader.
På et møde i UNESCO i juli 2006 i Vilnius blev verdensarvsområdet udvidet til også det finske område Kvarkens skærgård. Dette fordoblede verdensarvsområdets areal, der nu er på 3.369 km², og ansvarsområde både for Sverige og Finland. Skærgården har mere end 5-600 øer og landhævingen foregår fortsat med en af de højeste hastigheder i verden.
Den finske del er det første finske naturområde, der er med på verdensarvslisten.

## Eksterne kilder og henvisninger
- Wikimedia Commons har flere filer relateret til Höga kusten/Kvarkens arkipelag
- Det svenske Riksantikvarembedes side om Höga kusten Arkiveret 8. februar 2007 hos  Wayback Machine
- UNESCOs omtale av verdensarvstedet (engelsk)
- High Coast Sweden - Visitor Guide Arkiveret 5. november 2014 hos  Wayback Machine
- Skuleskogen Nationalpark website Arkiveret 3. maj 2014 hos  Wayback Machine
- Skule Mountain - Visitor Guide Arkiveret 31. december 2012 hos  Wayback Machine
- Ulvön Island - Visitor Guide Arkiveret 11. november 2012 hos  Wayback Machine